# Землетрясение в Невельске (2007)
Землетрясение в Невельске — землетрясение магнитудой 6,8 произошло 2 августа 2007 года в 13:37 по местному времени (6:37 по московскому времени). Эпицентр землетрясения был определён в точке с координатами 47,255° с. ш. 141,761° в. д. в акватории Татарского пролива Японского моря у юго-западного побережья острова Сахалин, в 60 км к западу от Южно-Сахалинска, в районе города Невельск. Гипоцентр самого первого подземного толчка находился на глубине 10 км.
Основной удар стихии пришёлся на Невельск, где был введён режим ЧС, также толчки ощущались в Шебунино, Горнозаводске, Холмске, Чехове, Южно-Сахалинске, Долинске, Аниве, Корсакове (по всему югу Сахалина, в 7 районах). Вследствие повреждения двух изоляторов на подстанции «Невельская» произошло нарушение электроснабжения Невельского и Холмского районов (к югу от Холмска). Сила  первых толчков в Невельске составила 6—7 баллов, в Холмске — 5—6 баллов, в Южно-Сахалинске — 3—4 балла. За 6 часов после основного землетрясения произошло около 20 афтершоков от 3 до 6 баллов, к концу августа 2007 года было зарегистрировано более 400 повторных подземных толчков. В результате землетрясения в Невельске погибло два человека, ранено 14 человек.

## Причины землетрясения
Невельск расположен в зоне западно-сахалинского разлома, который может генерировать землетрясения магнитудой 7,5. По словам заведующего лабораторией сейсмологии Института морской геологии и геофизики ДВО РАН Ивана Тихонова, землетрясение в Невельске соответствовало долгосрочному прогнозу, который был подготовлен в декабре 2005 года. Этот прогноз о возможном землетрясении в этом районе магнитудой от 6 до 7,2 был утверждён в августе 2006 года российским экспертным советом по прогнозу землетрясений и оценке сейсмоопасности. Учёные ожидали землетрясение на юго-западном побережье в период с 2006 по 2013 год.

## Землетрясение и цунами
Невельскому землетрясению предшествовали несколько толчков-форшоков. Самый сильный из них произошёл в 02:18 по местному времени 18 августа 2006 года в 40 км южнее Невельска, в районе села Горнозаводск. Магнитуда землетрясения составила 5,6, в Невельске и Шебунино толчки ощущались с силой около 4-х баллов, в Аниве и Южно-Сахалинске — 3—4 балла. Жертв и сильных разрушений тогда не было, но пострадала коррекционная школа-интернат в Горнозаводске. По сообщениям жителей сёл Невельского района, небольшое землетрясение произошло 1 августа 2007 года, в некоторых дачных домах появились трещины. Но сейсмостанциями этот форшок зарегистрирован не был.
Землетрясение было зарегистрировано сейсмостанцией «Южно-Сахалинск» 2 августа в 13:37 по местному времени (в 06:37 по московскому, в 02:37 по UTC). Его эпицентр находился примерно в 60 км к западу от Южно-Сахалинска и в 15 км к западу от Невельска, подземные толчки ощущались во всех населённых пунктах юга острова Сахалин в Невельском, Холмском, Анивском, Томаринском, Долинском, Корсаковском районах и городе Южно-Сахалинск, а также в северной части острова Хоккайдо. Гипоцентр располагался на глубине 10 км от уровня моря в акватории Татарского пролива Японского моря. Магнитуда толчка составила 6,8, интенсивность — 7—8 баллов.
Интенсивность подземных толчков в населённых пунктах составила:
- город Невельск — 6—7 баллов
- город Холмск — 5—6 баллов
- село Горнозаводск — 4—5 баллов
- село Шебунино — 4—5 баллов
- село Чехов — 3—4 балла
- город Южно-Сахалинск — 3—4 балла

Землетрясение принесло значительный ущерб. В Невельске на домах появились трещины в стенах и потолках, осыпались фасады, разрушились крыши, козырьки, балконы, трубы печного отопления, лестничные пролёты, были разрушены районный Дом культуры и несколько складских помещений в портовой зоне. Люди покинули дома, опасаясь повторных толчков и цунами. На подстанции «Невельская» произошло повреждение двух изоляторов, что вызвало отключение высоковольтной линии электропередачи и привело к нарушению электроснабжения Холмского и Невельского районов. Аэропорт Южно-Сахалинска работал в штатном режиме, несмотря на природные катаклизмы. Работа Сахалинской железной дороги также не прекращалась, движение поездов в районе Невельска шло по графику.
Землетрясение сопровождалось волнами цунами. Отход береговой линии морской воды на побережье в районе Невельска составил 1,5 м, высота волн — от 10 до 20 см, в районе Ясноморского наблюдались волны высотой 2 м. Главным метеорологическим управлением Японии были зафиксированы две волны высотой 20 и 10 см на западном побережье острова Хоккайдо. Первая волна была отмечена у побережья города Румои в 13:15 по местному времени (8:15 MSK), вторая — у города Вакканай в 13:51 (8:51 MSK). Японские власти сначала рекомендовали местным жителям не приближаться к побережью, затем угроза цунами была снята. Гидрометеослужба РФ заявляла, что угрозы возникновения разрушительного цунами для западного побережья Сахалина и материковой части региона — Приморского и Хабаровского краёв — нет.
Власти Сахалинской области настоятельно рекомендовали жителям не возвращаться в жилые многоквартирные дома, в городе было устроено 9 палаточных лагерей. Несколько сотен человек, в основном, это дети, были эвакуированы в оздоровительные лагеря. 3 августа в город прибыл глава МЧС России Сергей Шойгу, на месте он провёл заседание областного штаба по чрезвычайным ситуациям. Министр выразил своё недовольство местным властям тем, как проходят ремонтно-восстановительные работы и информирование населения.
К 7 августа на территории района произошло более 150 толчков-афтершоков. Из них, по оперативным данным Геофизической службы срочных донесений РАН, определены параметры 17 афтершоков с магнитудой более 5. К концу августа было всего зарегистрировано более 400 повторных подземных толчков

## Последствия землетрясения
В результате землетрясения сильно пострадал Невельский район, особенно его районный центр. В результате землетрясения, по данным Сахалинского территориального центра медицины катастроф, погибли 2 человека: женщина — в результате обрушения здания районного Дома культуры, мужчина — от сердечного приступа. Также 12 человек получили травмы различной степени тяжести (из них 10 человек — переломы конечностей и 2 человека — ушибы), 34 человека обратились за медицинской помощью в связи с нарушением работы сердечно-сосудистой системы. 5 августа в результате нового землетрясения магнитудой 4,2 пострадали ещё двое жителей Невельска.
Землетрясение причинило большой ущерб:
- жилищному фонду — в аварийном состоянии оказались 82 многоквартирных и индивидуальных домов (1601 квартира), требовали капитального ремонта 28 домов (1656 квартир) — в них проживало 9 тыс. человек;
- учреждениям социальной сферы — пострадали 6 объектов дошкольного образования, 6 общеобразовательных школ, 1 ПТУ, 2 медицинских учреждения, 2 учреждения культуры, Сахалинский морской колледж, ДЮСШ;
- административным учреждениям — пострадало 8 административных зданий, в том числе ФСБ, городской суд, райвоенкомат, районная служба занятости;
- коммунальному хозяйству — нарушены электроснабжение и водоснабжение, частично прервана телефонная связь.

Согласно пресс-службе Дальневосточного регионального центра МЧС, после обследования всех 777 строительных объектов города не подлежало дальнейшей эксплуатации 268 зданий (239 жилых дома и 29 объектов социально-культурного назначения), которые были демонтированы, ещё в 290 жилых домах необходимо было провести ремонтно-восстановительные работы.
Сумма ущерба от землетрясения составила более 11,5 млрд рублей. По словам губернатора Сахалинской области Александра Хорошавина, из этой суммы:
- 6,5 млрд рублей потеряла область,
- 1 млрд рублей потерял федеральный бюджет за счёт разрушения зданий в Невельске, находившихся в федеральной собственности,
- 3 млрд рублей пришлось выплатить на жилищные сертификаты, которые были предоставлены гражданам,
- 1 млрд рублей потрачен на аварийно-восстановительные работы.

Политическим последствием землетрясения было увольнение губернатора Сахалинской области Малахова Ивана Павловича.

## Ликвидация последствий землетрясения
Сразу же после землетрясения начались мероприятия по ликвидации его последствий:
2 августа 2007
- 13:36 — информация о землетрясении поступила в МЧС РФ по Сахалинской области
- 13:47 — информация о землетрясении поступила в администрацию Сахалинской области
- 13:55 — в УВД области, ГРОВД южной части острова и в/ч 5530 ВВ МВД России введён в действие оперативный план «Тайфун-2»
- 14:00 — о землетрясении были проинформированы все руководители областных органов исполнительной власти Сахалинской области, а также представители всех учреждений, предприятий и организаций, связанных с участием в ликвидации последствий ЧС
- 14:00 — для обеспечения общественного порядка и безопасности, а также для проведения мероприятий, связанных с эвакуацией отдела Невельского ГОВД задействовано 84 сотрудников ОВД и 13 единиц техники
- 14:03 — 14:27 — из Невельска поступала предварительная информация о пострадавших и нанесённом ущербе: 1 погибший, частичные разрушения в Невельске — многочисленные повреждения в жилых домах, объектах жизнеобеспечения и социально-культурного назначения, частичное разрушение складского помещения ООО «Изготовление орудий лова», обрушение кровли Невельского Дома культуры
- 14:30 — под руководством губернатора области И. П. Малахова проведено заседание областной комиссии по предупреждению и ликвидации чрезвычайных ситуаций и обеспечению безопасности, на котором было принято решение от 02.08.2007 г. № 60 "О мерах по ликвидации чрезвычайной ситуации, связанной с землетрясением в МО «Невельский муниципальный район»
- 17:00 — в Невельск были стянуты спасатели Сахалинского поисково-спасательного им. В. А. Полякова, а также бригада Сахалинского территориального центра медицины катастроф. В целом, группировка сил и средств в районе ЧС к исходу дня составляла 62 человек и 17 единиц техники
- 18:00 — была организована доставка в Невельск 25 палаток, а также из областного резерва материально-технических средств в количестве 1039 ед., включая одеяла (150 шт.), подушки (150 шт.), матрацы (150 шт.), простыни (300 шт.), свечи (500 шт.), печи керосиновые (10 шт.), полевые кухни (3 шт.); из Холмского района была направлена колонна в составе 4 автоцистерн с водой, 1 машина с продуктами (минеральная вода, хлеб, крупы, мясные консервы, сгущённое молоко, посуда и т. п.), а также полевая кухня
- 20:00 — прибыл первый отряд в/ч 5530 ВВ МВД и ОМОН УВД общей численность 103 человек и 11 единиц техники
- 21:00 — был развёрнут палаточный городок (5 палаток и полевая кухня) на 200 человек для жителей улицы Победы и микрорайона «Отсыпка», организованы раздача населению продовольствия, горячие питание

3 августа 2007
- 00:00 — прибыл второй отряд в/ч 5530 численностью 60 военнослужащих и 3 единицы техники
- 00:35 — на станцию Невельск подано два пассажирских железнодорожных вагона, где было расселено 120 женщин и детей, остальное население находилось в шести местах временного размещения на территории города, где было установлено 30 палаток
- 03:30 — губернатор Сахалинской области И. П. Малахов прибыл в район ЧС
- 04:30 — в Невельск для обследования зданий выехали 10 человек областного департамента строительства, к которым позднее добавились представители департамента ТЭК и ЖКХ
- 08:00 — проведено заседание КЧС и ОПБ Сахалинской области, на котором в целях координации действий сил и средств по восстановлению жизнеобеспечения населения создан объединённый штаб ликвидации последствий ЧС, куда вошли представители 14 федеральных ведомств и областных органов власти, а также 3 естественных монополий
- 10:00 — отработана схема города с нанесением повреждённых объектов, проведено обследование муниципальных автомобильных дорог
- 12:30 — по докладу дежурного ОАО «Сахалинэнерго» подключена повреждённая линия Горнозаводск — Шебунино (110 кВ)
- 15:00 — в Невельск прибыл СОМ УВД области и ГРОВД юга острова общей численностью 86 человек и 12 единиц техники
- 15:12 — в аэропорту Южно-Сахалинска приземлился самолёт Як-42, на котором для координации действий федеральных и областных органов власти по ликвидации последствий чрезвычайной ситуации в Невельск прибыл Министр по чрезвычайным ситуациям С. К. Шойгу
- 20:12 — в аэропорт Южно-Сахалинска прибыл самолёт МЧС России Ил-76 с гуманитарным грузом для пострадавшего населения

Всего в Сахалинскую область поступило по линии МЧС 20,5 тонн продовольствия, 1560 единиц имущества жизнеобеспечения. К исходу 7 августа в районе ЧС действовала группировка сил и средств в составе 1091 человек и 110 единиц техники. Администрацией Сахалинской области подготовлено 955 мест в санаториях, учреждениях социальной защиты и загородных оздоровительных лагерях для временного размещения населения, нуждающегося в предоставлении жилья. В целях обеспечения безопасности детей и социально-незащищённых слоёв населения из зоны ЧС были вывезены 534 человек. Для временного размещения жителей в Невельске было организовано 9 пунктов временного размещения, установлено 34 палаток с общей вместимостью 1350 человек, привлечено 10 автобусов с общей вместимостью 300 человек, 8 пассажирских железнодорожных вагонов с общей вместимостью 360 человек.
Пострадавшему населению была оказана материальная помощь в следующих формах:
- единовременная материальная помощь (по 1000 рублей) — для 15 426 человек (общие затраты — 15, 426 млн рублей)
- материальная помощь за частично утраченное имущество (до 20 тыс. рублей) — для 1082 семей (общие затраты — 21, 640 млн рублей)
- материальная помощь за полностью утраченное имущество (до 50 тыс. рублей) — для 443 семей (общие затраты — 22, 150 млн рублей)